# Audition (film)
Pour les articles homonymes, voir Audition.
Pour plus de détails, voir Fiche technique et Distribution.
Audition (オーディション, Ōdishon) est un film sud-coréo-japonais réalisé par Takashi Miike, sorti en 1999. Il est adapté du roman éponyme de Ryū Murakami publié en 1997. 

## Synopsis
Un producteur de film dont l'épouse est morte il y a sept ans, accepte sur les conseils d'un ami réalisateur d'organiser une fausse audition (pour un film qui ne sera jamais tourné) dans le but secret de trouver une nouvelle épouse. Il rencontre ainsi une jeune femme qui va l'attirer dans une horrible et sanglante spirale.

## Fiche technique
- Titre original : オーディション (Ōdishon?)
- Titre français : Audition
- Réalisation : Takashi Miike
- Scénario : Daisuke Tengan, d'après un roman de Ryū Murakami
- Production : Satoshi Fukushima et Akemi Suyama
- Musique : Kōji Endō
- Photographie : Hideo Yamamoto
- Montage : Yasushi Shimamura
- Décors : Tatsuo Ozeki
- Costumes : Tomoe Kumagai
- Sociétés de production : AFDF, Omega Project
- Pays de production : Corée du Sud, Japon
- Langue originale : Japonais
- Format : couleur - 1.85:1 - DTS - 35 mm
- Genre : drame, horreur
- Durée : 115 minutes
- Société de distribution : Vitagraph Films (États-Unis)
- Dates de sortie : 
  - Canada : 1999
  - Japon : 3 mars 2000
  - France : 6 mars 2002
- Film interdit aux moins de 16 ans lors de sa sortie en France.

## Distribution
- Ryo Ishibashi : Shigeharu Aoyama
- Eihi Shiina : Asami Yamazaki
- Tetsu Sawaki : Shigehiko Aoyama
- Jun Kunimura : Yasuhisa Yoshikawa
- Renji Ishibashi : le vieil homme en chaise roulante
- Miyuki Matsuda : Ryoko Aoyama
- Toshie Negishi : Rie
- Ren Osugi : Shibata
- Ken Mitsuishi : le réalisateur
- Yuriko Hirooka : Michiyo Yanagida
- Fumiyo Kohinata : présentateur TV
- Misato Nakamura : Misuzu Takagi
- Yuuto Arima : Shigehiko enfant
- Ayaka Izumi : Asami enfant

## Distinctions
- 2000 : Prix FIPRESCI et KNF Award lors du Festival international du film de Rotterdam
- 2001 : Nomination au prix du meilleur film et Mention spéciale lors du festival Fantasporto